# Altocumulus floccus
Altocumulus floccus is een wolkensoort en is onderdeel van een internationaal systeem om wolken te classificeren naar eigenschap volgens de internationale wolkenclassificatie. Altocumulus floccus komt van het geslacht altocumulus, met als betekenis hoog-gestapeld en de term floccus komt van vlokvormig of wolvlok. Het worden grote schapewolkjes genoemd, maar de basis van de wolken is rafelig.